# Les lions sont lâchés
Pour plus de détails, voir Fiche technique et Distribution.
Les lions sont lâchés est un film franco-italien réalisé par Henri Verneuil, sorti en 1961.
Il s’agit d'une adaptation du roman de Nicole (pseudonyme commun de Françoise Parturier et Josette Raoul-Duval) publié aux éditions Julliard. L'adaptation est de France Roche et les dialogues sont de Michel Audiard.

## Synopsis
Albertine, une séduisante jeune femme de province en instance de divorce, devient l'objet d'une rivalité entre un médecin fameux, André Challenberg, et un écrivain snob du Paris mondain, Didier Marèze.

## Fiche technique
- Réalisation : Henri Verneuil
- Scénario : d'après le roman de Nicole (pseudonyme commun de Françoise Parturier et Josette Raoul-Duval) aux éditions Julliard
- Adaptation : France Roche
- Dialogues : Michel Audiard
- Photographie : Christian Matras
- Montage : Boris Lewin, assisté de Alexis Paturel
- Musique : Georges Garvarentz (éditions : French Music)
- Décors : Robert Clavel, assisté de Henri Morin et Marc Desages
- Costumes : Jacques Esterel
- Son : Georges Mardiguian
- Superviseur musical : M.J Coignard-Helison
- Orchestre sous la direction de Raymond Lefèvre
- Directeur de production : Irénée Leriche
- Sociétés de production : Franco London Films, Vides Cinematografica
- Sociétés de distribution : Gaumont, Franco London Films
- Pays d'origine :  France |  Italie
- Langue : Français
- Format : 2,35:1 - Mono - Pellicule : 35 mm, noir et blanc, Dyaliscope
- Genre : Comédie
- Durée : 98 minutes
- Date de sortie : 20 septembre 1961
- Visa d'exploitation : 24944
- Affiche : Guy-Gérard Noël (France)

## Distribution
- Claudia Cardinale : Albertine Ferran, la jeune provinciale
- Jean-Claude Brialy : Didier Marèze, le jeune romancier
- Danielle Darrieux : Marie-Laure Robert-Guichard, la mondaine
- Michèle Morgan : Cécile, l'amie d'Albertine
- Lino Ventura : le docteur André Challenberg
- Darry Cowl (non crédité) : Richard, le polytechnicien, amateur de voitures
- Denise Provence : Hélène Challenberg, la femme du docteur
- Jean Ozenne : Alfred Robert-Guichard, le mari de Marie-Laure
- Daniel Ceccaldi : Georges Robert-Guichard, beau-fils de Marie-Laure
- Francis Nani : Arnaud Robert-Guichard, beau-fils de Marie-Laure
- Martine Messager : Florence Robert-Guichard, belle-fille de Marie-Laure
- François Nocher : Gilles, le jeune gauchiste, ami de Florence
- Bernard Musson : Gabriel, le domestique des Robert-Guichard
- Louis Arbessier : Frédéric Moine, décorateur, dit « Le magnifique »
- Marcel Charvey : un ami de Didier à l'exposition Salvatore
- Charles Aznavour (non crédité) : lui-même, à la réception chez Marie-Laure
- Pierre Desgraupes (non crédité) : lui-même, recevant Didier pour son livre
- Claude Darget (non crédité) : lui-même
- David Tonelli (non crédité) : Aldo, le restaurateur
- Roger Lecuyer (non crédité) : un dîneur qui siffle Albertine à son entrée chez Aldo
- Adrien Cayla-Legrand (non crédité) : un dîneur chez Aldo
- Nicole Desailly (non créditée) : une cliente du restaurant chez Aldo
- Marc Arian (non crédité) : un passager sur le quai de la gare et l'employé d'étage de l'hôtel
- Gaston Meunier (non crédité) : un homme à l'exposition
- Robert Blome (non crédité) : un spectateur à l'exposition Salvatore
- Jacques De Cugnières (non crédité) : un spectateur à la course
- Philippe Dumat (non crédité) : un homme au ballet
- Lucien Frégis (non crédité) : un employé chez les Robert-Guichard
- Maurice Magalon (non crédité) : un serveur
- Raymond Pierson (non crédité) : un spectateur au balcon des Ambassadeurs et un spectateur à la générale d’Achard
- Simone Duhart (non créditée) : la voyageuse qui se fâche dans le métro
- France Arnel (non créditée)
- Martine Lambert (non créditée)
- Marc Lambert (non crédité)